# Summer World University Games 2025/Teilnehmer (Großbritannien)
| Gelbes Symbol für Goldmedaillen mit stilisierten Olympischen Ringen | Graues Symbol für Silbermedaillen mit stilisierten Olympischen Ringen | Braundes Symbol für Bronzemedaillen mit stilisierten Olympischen Ringen |
| ------------------------------------------------------------------- | --------------------------------------------------------------------- | ----------------------------------------------------------------------- |
| 4                                                                   | 8                                                                     | 6                                                                       |

Das Vereinigtes Königreich nahm unter dem Namen Großbritannien und Nordirland an den Summer World University Games 2025 vom 16. bis zum 27. Juli mit 174 Athleten (96 Männer und 78 Frauen) teil.

## Medaillen

### Medaillenspiegel
| Rang   | Sportart                | Gold | Silber | Bronze | Gesamt |
| ------ | ----------------------- | ---- | ------ | ------ | ------ |
| 1      | Rudern                  | 3    | 1      | 1      | 5      |
| 2      | Turnen                  | 1    | –      | –      | 1      |
| 3      | Leichtathletik          | –    | 3      | 2      | 5      |
| 4      | Tennis                  | –    | 2      | 1      | 3      |
| 5      | Bogenschießen           | –    | 1      | 1      | 2      |
| 6      | 3×3-Rollstuhlbasketball | –    | 1      | –      | 1      |
| 7      | Taekwondo               | –    | –      | 1      | 1      |
| Gesamt | Gesamt                  | 4    | 8      | 6      | 18     |

### Medaillengewinner
| Name/n | Sportart                | Wettkampf                      |
| --- | ----------------------- | ------------------------------ |
| Gold |                         |                                |
| Daisy Faithfull Sophia Issberner Daisy Jackson Tia Lenihan Sarah Marshall Zoe McCutcheon Phoebe Snowden Holly Youd Beatrice Argyle (Steuerfrau) | Rudern                  | Achter                         |
| Sarah Marshall Zoe McCutcheon Phoebe Snowden Holly Youd                                                                                         | Rudern                  | Vierer ohne Steuerfrau         |
| Lucas Bowes Benjamin Brockway Joshua Burke Samuel Ford Maximilian Mills Finn Mosedale Benedict Newton Edward Ridley Zahir Ala (Steuermann)      | Rudern                  | Achter                         |
| Shoko Miyata | Turnen                  | Boden                          |
| Silber |                         |                                |
| Joshua Knight | Rudern                  | Einer                          |
| Ajay Scott | Bogenschießen           | Compoundbogen Einzel           |
| James Hazell Alexander Marshall-Wilson Shayne Humphries William Bischop                                                                         | 3×3-Rollstuhlbasketball | Männer                         |
| Sarah Calvert | Leichtathletik          | 1500 m                         |
| David Mullarkey | Leichtathletik          | 5000 m                         |
| David Mullarkey | Leichtathletik          | 10.000 m                       |
| Toby Samuel | Tennis                  | Herreneinzel                   |
| Großbritannien | Tennis                  | Herren Mannschaft              |
| Bronze |                         |                                |
| Toby Lassen Felix Rawlinson | Rudern                  | Zweier ohne Steuermann         |
| Samuel Charig | Leichtathletik          | 1500 m                         |
| James Connel | Tennis                  | Herreneinzel                   |
| Ajay Scott Hallie Boulton | Bogenschießen           | Compoundbogen Mannschaft Mixed |
| Matthew Howell | Taekwondo               | Kyorugi -68 kg                 |
| Emily Parker | Leichtathletik          | 5000 m                         |

## Teilnehmer nach Sportarten

### 3×3-Rollstuhlbasketball
Männer
- James Hazell
- Alexander Marshall-Wilson
- Shayne Humphries
- William Bischop

### Bogenschießen
| Männer - Ajay Scott - Callum Piggott - Finlay Clark | Frauen - Chloe A’'Bear - Grace Chappell - Hallie Boulton - Louisa Piper - Megan Costall |

### Fechten
| Männer - Louis Taiwo - James Jeal - Tobias Berry - Alexander Culkin - Joe Donaghue - Dario Stenbeck Schiavo | Frauen - Julia Caron - Harriet Hillier - Bethany Brierley |

### Judo
Frauen
- Summer Shaw
- Taturn Keen
- Lucy Williams

### Leichtathletik
| Männer - Isaac Hirshman - William Aitken - David Mullarkey - Harry Taylor - Thomas Wilcock - Alex Melloy - Samuel Charig - David Chapman - Alexander Sproston - Stephen Kerfoot - Nathaniel Dyas - Oliver Smart - David Race - Benjamin Gardiner - Stuart Bladon - Conrad Winter - Nicholas Wedderman - Andrew Thomson - Joshua Hobbs - Finley Proffitt - Joseph O’Connell - Harry Ricketts - Shaun Kerry - Stephen Mackenzie - Archie Yeo - Mark Mellor - Owen Heard - Deshawn Lascelles | Frauen - Holly Weedall - Omosede Eduwu - Lucy Matthews - Marli Jessop - Amy Calvert - Ty Brockley-Langford - Brooke Ironside - Maisie Grice - Amelia Wills - Isabelle Skelton - Natasha Harrison - Orla Brennan - Stephanie Brooks - Phoebe Anderson - Emily Parker - Lucy Armitage - Charlotte Buckley - Rosie Hamilton-James - Catherine Palfreeman-Watt - Bryony Bovell - Halle Ferguson - Ruby Jerges - Cleo Martin-Evans - Nemiah Munir - Gemma Tutton - Amy Kennedy - Georgina Forde-Wells |

### Rudern
| Männer - Joshua Knight (Einer) - Toby Lassen (Zweier ohne Steuermann) - Felix Rawlinson (Zweier ohne Steuermann) - Edward Ridley (Achter) - Joshua Burke (Achter) - Zahir Ala (Achter) - Maximilian Mills (Achter) - Finn Mosedale (Achter) - Benedict Newton (Achter) - Benjamin Brockway (Achter) - Lucas Bowes (Achter) - Samuel Ford (Achter) | Frauen - Zara Povey (Einer) - Angharad Broughton (Zweier ohne Steuerfrau) - Lauren Carey (Zweier ohne Steuerfrau) - Rebekah Court (Doppelzweier) - Rachel Bradley (Doppelzweier) - Sarah Marshall (Vierer ohne Steuerfrau, Achter) - Phoebe Snowden (Vierer ohne Steuerfrau, Achter) - Zoe McCutcheon (Vierer ohne Steuerfrau, Achter) - Holly Youd (Vierer ohne Steuerfrau, Achter) - Beatrice Argyle (Achter) - Daisy Faithfull (Achter) - Sophia Issberner (Achter) - Tia Lenihan (Achter) - Daisy Jackson (Achter) |

### Schwimmen
| Männer - Brodie Gordon-Gibson - Christian Ryan - Archie Goodburn - Maddox Roberts - Angelo Contini - Alexander Casey | Frauen - Ciara Schlosshan - Anna Morgan - Jemima Hall - Fleur Lewis |

### Taekwondo
| Männer - Matthew Howell - Sohrab Alipour | Frauen - Erin Shaw |

### Tennis
| Männer - James Connel - Rahul Dhokia - Toby Samuel | Frauen - Esther Adeshina - Eliz Maloney - Grace Piper |

### Turnen

#### Gerätturnen
| Männer - Sam Mostowfi - Cameron Lynn - Luke Whitehouse - Michael Goddard - Luke Marsh | Frauen - Crystelle Lake - Shanna-Kae Grant - Emily Burke |

### Wasserspringen
Männer
- Cameron Gammage